# Алиса (персонаж Кэрролла)
Али́са (в оригинале — Э́лис, англ. Alice) — главная героиня книг Льюиса Кэрролла «Алиса в Стране чудес» (вначале — «Приключения Алисы под землёй») и «Алиса в Зазеркалье».

## Образ Алисы
Прообразом героини Кэрролла стала его юная знакомая — Алиса Плезенс Лидделл, с которой он познакомился около 1856 года (ей тогда было приблизительно три-четыре года). Позднее она станет его любимицей; через много лет, уже после её замужества, он писал ей: «После Вас у меня было множество маленьких друзей, но все это было совсем не то…».
Именно по её просьбе им была записана сказка, сочинённая для сестёр Лидделл 4 июля 1862 года во время лодочной прогулки. Что же касается её продолжения («Алиса в Зазеркалье»), то, как считают некоторые авторы, в нём речь идёт уже не о мисс Лидделл — героиней «Зазеркалья» представляют некую Алису Рэйкс (англ. Alice Raikes): «Тема Зазеркалья, очевидно, возникла позже основного замысла второй сказки, в основу которой, как вспоминала Алиса Лидделл, легли экспромты, которые сочинял Кэрролл, обучая девочек Лидделл игре в шахматы. Лишь в 1868 г. появилась мысль о стране, лежащей по ту сторону зеркала, подсказанная разговором с другой Алисой, дальней родственницей писателя Алисой Рейкс, о чём она рассказала в интервью». Однако некоторые факты с этой теорией не согласуются; в частности, в финале «Зазеркалья» размещено стихотворение-акростих, посвящённое именно Алисе Плезенс.
Судя по всему, события первой сказки разворачиваются в день рождения героини — 4 мая: в главе «Поросёнок и перец» она замечает, что на дворе стоит май и, должно быть, Мартовский заяц «уже немножко пришёл в себя», а несколькими страницами позднее в ответ на вопрос Болванщика говорит, что сегодня — четвёртое число. В «Зазеркалье» ей 7,5 лет; стало быть, в «Стране чудес» ей исполняется 7 (на эту мысль наводит также тот факт, что на последней странице рукописи «Приключений Алисы под землёй» была приклеена фотография именно 9-летней Алисы). На самом деле, в 1862 году (то есть к моменту написания сказки) Лидделл было уже 10 лет.
О частной жизни Алисы в реальном мире в сказке говорится немного. В начале первой книги упоминается её старшая сестра (вероятно, имеется в виду Лорина Шарлотта Лидделл — представленная в главе «Бег по кругу и длинный рассказ» в роли попугайчика Лори); несколькими главами позднее она вспоминает об учебнике латинской грамматики, владельцем которого был её брат (возможно, речь шла о Гарри Лидделле). О сестре Алисы говорится и в «Зазеркалье» («Не далее как вчера у неё вышел долгий спор с сестрой…»); непонятно, однако, о ком именно идёт речь — в семействе Лидделл было пять дочерей (Лорина Шарлотта, Алиса Плезенс, Эдит Мэри, Рода Кэролайн Энн и Виолетта Констэнс). Упоминаются также её приятельницы, Ада и Мейбл, и нянька (в 1-й главе «Зазеркалья»). Неоднократно Алиса вспоминает о своих кошках — Дине, которая прекрасно ловит мышей, и её котятах (Снежинке и Китти; Гарднер замечает, что Снежинкой звали котёнка Мэри Макдональд, одной из юных знакомых Кэрролла). Несколько раз упоминается, что девочка учится в школе.

## Алиса Кэрролла в изобразительном искусстве
На первых иллюстрациях к повестям об Алисе, исполненных Джоном Тенниелом, героиня предстает маленькой девочкой с длинными светлыми волосами. В реальности же у Алисы Лидделл были коротко подстриженные тёмно-каштановые волосы и чёлка на лбу.

## Физическаяифилософскаяинтерпретация
По профессии Кэрролл был преподавателем математики. Неудивительно, потому что в его повестях появляется множество физических и математических парадоксов. Особенно их много во второй книге дилогии — там всё (в том числе и законы физики) предстаёт перед нами в зеркальном отражении: чтобы приблизиться к Чёрной Королеве, Алиса должна шагать не к ней, а от неё, время по ту сторону зеркала течёт «задом наперёд» (Королевский Гонец арестован за преступление, которое он должен совершить в следующий вторник).
Чем быстрее ты бежишь, тем дольше остаёшься на месте (по мысли Александера Тэйлора, если в нашем мире v = s/t (то есть скорость равна расстоянию, делённому на время), то в Зазеркалье эта формула зеркально преобразуется: v = t/s — «при большой скорости время велико, а расстояние мало»). Над некоторыми из подобных парадоксов издавна бились философы — таков, скажем, спор между Алисой и Траляля:

— Ему снится сон! — сказал Траляля. — И как, по-твоему, кто ему снится?

— Не знаю, — ответила Алиса. — Этого никто сказать не может.

— Ему снишься ты! — закричал Траляля и радостно захлопал в ладоши. — Если б он не видел тебя во сне, где бы, интересно, ты была?

— Там, где я и есть, конечно, — сказала Алиса.

— А вот и ошибаешься! — возразил с презрением Траляля. — Тебя бы тогда вообще нигде не было! Ты просто снишься ему во сне.

— Если этот вот Король вдруг проснётся, — подтвердил Труляля, — ты сразу же — фьють! — потухнешь, как свеча!

— Ну нет, — вознегодовала Алиса. — И вовсе я не потухну! К тому же, если я только сон, то кто же тогда вы, хотела бы я знать?

— То же самое, — сказал Труляля.

— Самое, самое, — подтвердил Траляля.

Он так громко прокричал эти слова, что Алиса испугалась.

— Ш-ш-ш, — прошептала она. — Не кричите, а то вы его разбудите!

— Тебе-то что об этом думать? — сказал Труляля. — Всё равно ты ему только снишься. Ты ведь не настоящая!

— Нет, настоящая! — крикнула Алиса и залилась слезами.
Оригинальный текст (англ.)“He’s dreaming now,” said Tweedledee, “and what do you think he’s dreaming about?”
Alice said, “Nobody can guess that.”
“Why, about you!” Tweedledee exclaimed, clapping his hands triumphantly. “And if he left off dreaming about you, where do you suppose you’d be?”
“Where I am now, of course,” said Alice.
“Not you!” Tweedledee retorted contemptuously. “You’d be nowhere. Why, you’re only a sort of thing in his dream!”
“If that there King was to wake,” added Tweedledum, “you’d go out--bang!--just like a candle!”
“I shouldn’t!” Alice exclaimed indignantly. “Besides, if I’m only a sort of thing in his dream, what are you, I should like to know?”
“Ditto,” said Tweedledum.
“Ditto, ditto!” cried Tweedledee.
He shouted this so loud that Alice couldn’t help saying, “Hush! You’ll be waking him, I’m afraid, if you make so much noise.”
“Well, it no use your talking about waking him,” said Tweedledum, “when you’re only one of the things in his dream. You know very well you’re not real.”
“I am real!” said Alice and began to cry.

«Очень поучительный разговор с философской точки зрения, — замечал Бертран Рассел. — Но если б он не был написан так смешно, он был бы слишком печален…»
Траляля, пишет Гарднер, отстаивает точку зрения «епископа Беркли, считавшего, что все материальные предметы, включая нас самих, „просто снятся“ Господу. Алиса принимает позицию здравого смысла Сэмюэла Джонсона, полагавшего, что он опровергнул Беркли, пнув ногой большой камень. (…) Берклианская тема беспокоила Кэрролла, как беспокоит она всех платоников». У Платона тема сна и яви поднимается, в частности, в диалоге «Теэтет».
Существует огромное количество исследований, посвященных всевозможным аллегорическим прочтениям сказок Кэрролла.
Так, Шэйн Лесли объяснял их как «зашифрованную историю религиозных баталий викторианской Англии» (Гарднер): «При таком прочтении Алиса — наивный первокурсник, оказавшийся в гуще богословских споров той поры; Белый Кролик — скромный англиканский священник, пуще всего боящийся своего епископа (Герцогиня). Двери в зале символизируют английскую Высокую и Низкую церковь; золотой ключик — ключ Священного писания; пирожок, от которого откусывает Алиса, — святую догму. Кошка Дина, которой так боится церковная Мышь, — конечно, католичка, а Алисин скотч-терьер, будучи шотландцем, — пресвитерианец, что также весьма неприятно Мыши… Всевозможные пертурбации, связанные с желанием Алисы подрасти и уменьшиться ростом, Ш. Лесли связывает с колебаниями английского верующего между Высокой и Низкой церковью», — пишет Демурова. У. Эмпсон толковал «Алису…» как скрытую пародию на теорию эволюции: «море слёз» из 2-й главы — это праокеан, в котором зарождается жизнь; «бег по кругy», в котором участвуют вышедшие из «моря» странные существа и в которой выигрывают одновременно и все, и никто, есть теория естественного отбора; драка Герцогини и Кухарки из главы «Поросенок и перец» — спор между Томасом Гексли и епископом Сэмюэлом Уилберфорсом о теории эволюции, воплощенной в образе ребёнка, преображающегося в поросенка.
Приблизительно в 20—30-х гг. становится модным психоанализ, и, естественно, появляется множество научных работ, посвященных трактовке сказок Кэрролла именно с этой точки зрения: «Уже в краткой „Заметке о Шалтае-Болтае“, вышедшей в 1921 году в связи с новым переводом „Алисы в Стране чудес“ на немецкий язык, Дж. Б. Пристли высказывал провидческие опасения относительно того, что этой книгой вскоре займется добрая тысяча важных тевтонцев, что на сцену неизбежно явятся Фрейд и Юнг со своими последователями, и нам предложат чудовищные тома о Sexualtheorie в „Алисe в Стране чудес“, об Assoziationsstudien Бармаглота и о сокровенном смысле конфликта между Труляля и Траляля с психоаналитической и психопатологической точки зрения… Тони Голдсмит, который, собственно, и положил начало психоаналитическим толкованиям „Алисы…“ — именно в его писаниях любовь Кэрролла к детям впервые приобрела зловещий оттенок, — пространно теоретизирует о символике дверей и ключей, отмечая, что объектом особого интереса становится именно маленькая дверка (то есть девочка, а не взрослая женщина). Дальше — больше. В книгах Кэрролла каждый смог найти то, что искал: неврозы, психозы, оральную агрессию, эдипов комплекс… Ну и конечно, излишне объяснять, что такое на самом деле кроличья нора». Однако современные исследователи творчества Кэрролла нередко относятся к подобным изысканиям с долей иронии: «Вулкотт как-то выразил удовлетворение по поводу того, что психоаналитики не трогают „Алису…“. С тех пор прошло двадцать лет, и все мы — увы! — стали фрейдистами. Нам не надо объяснять, что значит упасть в заячью нору или свернуться клубком в маленьком домике, выставив одну ногу в трубу. К несчастью, в любом нонсенсе столько удобных для интерпретаций символов, что, сделав относительно автора любое допущение, можно без труда подобрать к нему множество примеров», — пишет Мартин Гарднер (ссылающийся, однако, в своей «Аннотированной Алисе» на психоаналитика Филлис Гринейкер).
Он замечает также, что образы из сказок Кэрролла неоднократно использовались учеными в качестве иллюстраций к некоторым физическим и математическим понятиям, законам и парадоксам: «эпизод, когда Алиса так сильно увеличилась в размерах, нередко приводится космологами для иллюстрации тех или иных аспектов теорий, рассматривающих расширение вселенной…»; «выражение „улыбка без кота“ представляет собой неплохое описание чистой математики»; «популяризаторы квантовой теории сравнивали трудности, с которыми столкнулась Алиса, желая взглянуть повнимательнее на то, что было в лавке, с невозможностью определить точное положение электрона в его движении вокруг атомного ядра» и т. д.

## Образ в культуре

### Книги
Алиса как персонаж появляется также в следующих книгах:
- Гилберт Адэр. «Алиса в Заиголье»
- Анджей Сапковский. «Золотой полдень»
- Джефф Нун. «Автоматическая Алиса»
- Хадзимэ Саватари. «Алиса», «Алиса из моря» (фотоальбомы по мотивам книг Льюиса Кэролла)
- Серия книг «Безумная в Стране Чудес», автор Камерон Джейс

### Сериалы
- Софи Лоу играет Алису в спин-оффе сериала «Однажды в сказке» — «Однажды в Стране чудес»;
- Катерина Скорсоне играет Алису в мини-сериале «Алиса»;
- Роуз Рейнольдс исполнила роль Алисы в 7 сезоне сериала «Однажды в сказке». Эта Алиса весомо отличается от традиционной героини, погнавшейся за кроликом.

### Фильмы
Роль Алисы в фильмах исполняли:
- 1903 — «Алиса в Стране чудес» — Мэй Кларк
- 1910 — «Алиса в Стране чудес»[англ.] — Глэдис Хьюлитт
- 1915 — «Алиса в Стране чудес» — Виола Савой.
- 1931 — «Алиса в Стране чудес»[англ.] — Рут Гилберт[англ.]
- 1933 — «Алиса в Стране чудес» — Шарлотта Генри
- 1949 — «Алиса в Стране чудес»[англ.] — Кэрол Марш[англ.]
- 1972 — «Алиса в Стране чудес» — Фиона Фуллертон
- 1976 — «Алиса в Стране чудес» — Кристин Дебелл
- 1985 — «Алиса в Стране чудес» — Натали Грегори[англ.]
- 1985 — «Сказочный ребёнок[англ.]» — Корал Браун[англ.]
- 1988 — «Алиса» — Кристина Кохоутова
- 1999 — «Алиса в Стране чудес» — Тина Мажорино
- 2010 — «Алиса в Стране чудес» — Миа Васиковска
- 2016 — «Алиса в Зазеркалье» — Миа Васиковска

### Мультфильмы
- Алиса в Стране чудес (1951) — озвучивала Кэтрин Бомонт.
- Алиса в Стране чудес (1981) — озвучивала Марина Неёлова.
- Алиса в Зазеркалье (1982) — озвучивала Марина Неёлова.

### Видеоигры
- American McGee's Alice: Эта игра продолжает сюжет первой книги, но значительно изменяет его. По сюжету, когда Алиса возвращается из Страны Чудес, она видит свой дом горящим, а её родители погибли. Она спасается, но получает ожоги и психические травмы, в результате попав в психиатрическую больницу «Рутледж». Проведя там годы, Алиса оказалась в состоянии кататонии. Из последних надежд врач дал ей её плюшевого кролика, и Алиса вернулась в уже изуродованную её больным разумом Страну Чудес.
- Alice: Madness Returns: продолжение игры Макги (действие разворачивается спустя 10 лет). Теперь Алиса уже взрослая, но она всё равно не оправилась от смерти родителей. Она переезжает в Лондон вместе со своим новым психиатром, где он регулярно её гипнотизирует для лечения. Чтобы узнать правду о смерти родителей, Алиса отправляется в Страну Чудес, которая также изменилась за прошедшие годы.
- В игре Black Souls встречается как одна из главных персонажей. Встретить можно в прологе, паре локаций и во многих концовках.

### Космос
В 2015 году в её честь назван кратер «Алиса» на Хароне (название пока не утверждено Международным астрономическим союзом).